# Среднее степенное взвешенное
Среднее степенное взвешенное — разновидность среднего значения. Для набора положительных вещественных чисел {\displaystyle x_{1},\ldots ,x_{n}} с параметром {\displaystyle q\neq 0} и неотрицательными весами {\displaystyle w_{1},\ldots ,w_{n}} определяется как
{\displaystyle {\bar {x}}=\left({\frac {\sum _{i=1}^{n}w_{i}x_{i}^{q}}{\sum _{i=1}^{n}w_{i}}}\right)^{1/q}}.
Если веса {\displaystyle w_{1},\ldots ,w_{n}} нормированы к единице (то есть их сумма равна единице), то выражение для среднего степенного взвешенного принимает вид
{\displaystyle {\bar {x}}=\left(\sum _{i=1}^{n}w_{i}x_{i}^{q}\right)^{1/q}}.

## Свойства
- В том случае, если все веса {\displaystyle w_{i}} равны между собой, среднее степенное взвешенное равно среднему степенному.
- Среднее арифметическое взвешенное и среднее гармоническое взвешенное являются частными случаями среднего степенного взвешенного при соответственно {\displaystyle q=1} и {\displaystyle q=-1}.
- В пределе при {\displaystyle q\to 0} среднее степенное взвешенное сходится к среднему геометрическому взвешенному.

## Связь с энтропией Реньи
Информационную энтропию некоторой системы можно определить как логарифм числа доступных состояний системы (или их эффективного количества, если состояния не равновероятны). Учтём, что вероятности {\displaystyle p_{i}} пребывания системы в состоянии с номером {\displaystyle i} ({\displaystyle i=1,\ldots ,N}) нормированы к {\displaystyle 1}. Если состояния системы равновероятны и имеют вероятность {\displaystyle p}, то {\displaystyle N=1/p}. В случае разных вероятностей состояний {\displaystyle p_{i}} определим эффективное количество состояний {\displaystyle {\overline {N}}} как среднее степенное взвешенное от величин {\displaystyle x_{i}=1/p_{i}} с весами {\displaystyle p_{i}} и параметром {\displaystyle q=1-\alpha } (где {\displaystyle \alpha \neq 1}):
{\displaystyle {\overline {N}}=\left(\sum _{i=1}^{N}p_{i}x_{i}^{q}\right)^{1/q}=\left(\sum _{i=1}^{N}p_{i}(1/p_{i})^{1-\alpha }\right)^{\frac {1}{1-\alpha }}=\left(\sum _{i=1}^{N}p_{i}^{\alpha }\right)^{\frac {1}{1-\alpha }}}.
Отсюда получаем выражение для энтропии
{\displaystyle H=\log {\overline {N}}=\log \left(\sum _{i=1}^{N}p_{i}^{\alpha }\right)^{\frac {1}{1-\alpha }}={\frac {1}{1-\alpha }}\log \sum _{i=1}^{N}p_{i}^{\alpha }},
совпадающее с выражением для энтропии Реньи. Нетрудно видеть, что в пределе при {\displaystyle \alpha \to 1} (или {\displaystyle q\to 0}) энтропия Реньи сходится к энтропии Шеннона (при том, что среднее степенное взвешенное — к среднему геометрическому взвешенному). По определению энтропии Реньи должно соблюдаться дополнительное ограничение {\displaystyle \alpha \geq 0} (или {\displaystyle q\leq 1}).